# روب زومبي
روب زومبي (بالإنجليزية: Rob Zombie)‏ مخرج و مغني امريكي ولد بتاريخ ( 12 يناير 1965) في هافر هيل في مقاطعة اسكس بولاية ماساشوستس

## افلامه
اخرج روب زومبي الكثير من الافلام ابرزها هالووين هالووين (2007) وهالووين 2 (2009)

## وصلات خارجية
- روب زومبي على موقع IMDb (الإنجليزية)
- روب زومبي على موقع روتن توميتوز (الإنجليزية)
- روب زومبي على موقع ألو سيني (الفرنسية)
- روب زومبي على موقع ميوزك برينز (الإنجليزية)
- روب زومبي على موقع رولينغ ستون (الإنجليزية)
- روب زومبي على موقع أول موفي (الإنجليزية)
- روب زومبي على موقع بوكس أوفيس موجو (الإنجليزية)
- روب زومبي على موقع قاعدة بيانات الأفلام السويدية (السويدية)
- روب زومبي على موقع إن إن دي بي (الإنجليزية)
- روب زومبي على موقع أول ميوزيك (الإنجليزية)

صفحته على imdb